# Canavalia mattogrossensis
Canavalia mattogrossensis är en ärtväxtart som först beskrevs av João Barbosa Rodrigues, och fick sitt nu gällande namn av Gustaf Oskar Andersson Malme. Canavalia mattogrossensis ingår i släktet Canavalia och familjen ärtväxter. Inga underarter finns listade i Catalogue of Life.